# Michel Pastoureau
Michel-André-Lucien Pastoureau (Paris, 17 de junho de 1947) é um arquivista, heraldista, paleógrafo,  historiador e professor francês.

## Biografia
Estudou na Escola Nacional de Cartas, graduando-se arquivista paleógrafo com a tese Le Bestiaire héraldique au Moyen Âge [O bestiário heráldico na Idade Média], que mereceu menção especial do Ministério da Educação. Em 1972 foi nomeado um dos conservadores da Biblioteca Nacional da França, atuando como membro da Comissão de Trabalhos Históricos e Científicos e diretor do Gabinete de Medalhas. Deu aulas na Escola Prática de Altos Estudos e a partir de 1990 foi Diretor de Estudos.
Ligado ao movimento da Escola dos Anais, seu estudo da história da percepção das cores e suas associações culturais, artísticas e simbólicas lhe daria celebridade. Contudo, sua extensa bibliografia científica se estende também aos campos da sigilografia, heráldica e simbolismo animal. Seu ensaio Bleu, histoire d'une couleur [Azul, história de uma cor] se tornou um best-seller.
Foi assistente de Éric Rohmer na produção do filme Perceval le Gallois e de Jean-Jacques Annaud em sua versão de O Nome da Rosa. É presidente de honra da Sociedade Francesa de Heráldica e Sigilografia. Segundo Jörg Winistörfer, deão da Faculdade de Letras da Universidade de Lausanne, 
"A trajetória intelectual de Pastoureau é uma das mais originais entre os medievalistas de grande renome. Depois de se tornar um grande especialista em sigilografia, voltou-se naturalmente para a heráldica, depois para as cores e finalmente para o mundo animal. Estes diferentes desenvolvimentos assentam numa erudição impecável, entrelaçam-se e resultam de uma profunda coerência. Cada vez que Pastoureau se aproximava de uma dessas disciplinas, contribuía de forma radical, seja para transformá-la — é o caso da heráldica —, seja para abrir novos campos de investigação — é o caso da história das cores e dos simbolismos animais. Tanto num caso como no outro, as obras de Pastoureau, como o Traité d'héraldique [Tratado de Heráldica] ou L'étoffe du diable: une histoire des rayures et des tissus rayés [Pano do Diabo: uma história das listras e tecidos listrados] ou Le boeuf: histoire, symbolique et cuisine [O Bife: história, simbolismo e culinária], fascinam pela forma simples e profunda de colocar problemas reais, que abordam a história cultural europeia e ocidental durante um período muito longo, envolvendo níveis interdisciplinares de leitura: história das mentalidades, história da arte, história social. É por isso que suas obras interessam tanto a medievalistas quanto a historiadores da arte contemporânea".

## Prêmios e distinções
- Prêmio Broquette-Gonin da Academia Francesa pela obra La vie quotidienne en France et en Angleterre au temps des chevaliers de la Table ronde [A vida cotidiana na França e Inglaterra no tempo da Távola Redonda].[8]
- Terceiro prêmio da Academia de Inscrições e Belas Letras pela obra Traité d'héraldique [Tratado de Heráldica].[9]
- Prémio Médicis ensaio por seu livro de memórias Les couleurs de nos souvenirs [As cores de nossas recordações].[5]
- Medalha de prata (Prêmio Eugène Carrière) da Academia Francesa pela obra Bleu, histoire d'une couleur.[10]
- Oficial da Ordem das Palmas Acadêmicas.[11]
- Comandante da Ordem das Artes e das Letras.[12]
- Cavaleiro da Legião de Honra.[13]